# Зоряное (Черниговская область)
Зоряное (укр. Зоряне) — бывшее село,
Андреевский сельский совет,
Городнянский район,
Черниговская область,
Украина.
Решением Черниговского областного совета от 21.01.1992 село было снято с учёта.

## Географическое положение
Село Зоряное находилось на левом берегу реки Верпч,
на расстоянии в 2 км от села Автуничи.

## История
- 1992 — село ликвидировано [1].